# バスケットボールモーリタニア代表
バスケットボールモーリタニア代表（バスケットボールモーリタニアだいひょう、Mauritania men's national basketball team）は、モーリタニアバスケットボール連盟により国際大会に派遣される男子バスケットボールのナショナルチームである

## 歴史
アフリカ選手権は4回出場し、1985年の6位が最高成績。

## 主な国際大会成績
- オリンピック
  - 出場なし
- ワールドカップの成績
  - 出場なし
- アフリカ選手権の成績
  - 1978年 ― 7位
  - 1980年 ― 8位
  - 1981年 ― 9位
  - 1985年 ― 6位